# NGC 4717
NGC 4717 is een balkspiraalstelsel in het sterrenbeeld Maagd. Het hemelobject werd op 12 april 1882 ontdekt door de Duitse astronoom Ernst Wilhelm Leberecht Tempel.

## Synoniemen
- MCG -1-33-23
- PGC 43467